# 伊丹市立伊丹高等学校
伊丹市立伊丹高等学校（いたみしりつ いたみこうとうがっこう）は、兵庫県伊丹市行基町にある公立高等学校。通称「いちいた」。

## 概要
「市高」（いちこう）の愛称で知られており、最寄のバス停にも取り入れられている。「市立（しりつ）」の部分は「いちりつ」と呼ばれることも多く、校歌でも後者を使用している。
2007年5月2日に、創立100周年を迎えた。また、同年度よりチャイムの音色が変更された。2008年度より、制服が変更された。
2008年より市内の他の高校と同様に複数志願制を導入している。以前は総合選抜制を取り入れていた。
2012年までは定時制の伊丹市立高等学校が同一敷地内に併設されており、教室の大半を共有していた。伊丹市立高等学校は伊丹市池尻に開校した兵庫県立阪神昆陽高等学校敷地内へ移転した後、2015年に閉校している。校歌も全く同じものであった。
なぎなた部が有名で、全国大会でも毎回好成績を残している。

### 教育
2年次からは、進路希望に合わせた4つのコースからいずれかを選択し、受講する。2002年度より、1年次の情報科の授業では、学校周辺の商店街の小売店舗と連携し、店のPRなどを行う「いたみ商店街活性化プロジェクト」を年間を通して実施しており、2006年度からはインフォミームと提携してSNSを授業内で使用するなど、非常にユニークな取り組みを行っている。2008年度より、授業数が従来の「50分×6コマ」から「45分×7コマ」に変更された。

## 沿革
- 1907年3月30日 - 伊丹町立裁縫女学校として設立
- 1935年9月1日 - 公立青年学校伊丹町立裁縫実修女学校に改称
- 1941年3月31日 - 伊丹市立高等家政女学校設立
- 1946年3月14日 - 伊丹市立高等女学校に改称
- 1948年3月31日 - 学制改革により伊丹市立高等学校となり、普通科・家庭科を設置
- 1949年4月21日 - 私立の阪神商業学校を統合し、商業科を併設
- 1950年9月1日 - 定時制を併設
- 1959年4月1日 - 定時制課程家庭科募集停止、商業科を新設
- 1960年3月17日 - 中学区・単独選抜制による入試を実施開始
- 1961年4月1日 - 家庭科を募集一時停止
- 1967年4月1日 - 定時制を分離。定時制は伊丹市立高等学校とし、全日制は現校名となる
- 1972年3月17日 - 伊丹学区・総合選抜制による入試を実施開始
- 1987年4月1日 - 普通科に英語コースを設置
- 1997年2月28日 - 商業科で推薦による入学検査を実施
- 2003年4月1日 - 英語コースをグローバルコミュニケーションコースに改称
- 2007年
  - 5月2日 - 創立100周年を迎える
  - 5月26日 - いたみホールで、創立100周年記念式典を実施
- 2008年4月1日 - 商業科の通学区域が兵庫県内全域となる
- 2012年3月31日 - 定時制の伊丹市立高等学校が移転する
- 2015年4月1日 - 複数志願選抜を導入（詳細は兵庫県高等学校一覧へ）
- 2021年 - 普通科の定員を160人に縮小

## 学科
括弧内の人数・クラスは、入学試験時の募集定員（2022年度）。
- 普通科（160名・4クラス）[注釈 2]
- 商業科（40名・1クラス）
- グローバルコミュニケーションコース（40名・1クラス）[注釈 3]

## 校歌
- 荒木良雄作詞／永井幸次作曲

## 著名な卒業生
- 庄政志（商法学者、成城大学名誉教授）
- 田中守（プロ野球選手）
- 須磨なぎさ（宝塚歌劇団44期生）
- 桂枝雀 (2代目)（落語家）
- 河野眞（民俗学者、愛知大学教授）
- 南美路遥子（宝塚歌劇団59期生）
- 徳永英明（シンガーソングライター）
- 奥井亜紀（シンガーソングライター）
- チャンス大城（お笑い芸人）

## アクセス
- 阪急伊丹線「伊丹駅」より、西へ徒歩15分
- 伊丹市営バス37・39番系統「市高前」停留所下車、歩いてすぐ